# Lleida
Lleida (katalánsky Lleida, španělsky Lérida) je město v západní části autonomní oblasti Katalánsko na severovýchodě Španělska. Město je centrem stejnojmenné provincie. Žije zde přibližně 145 tisíc obyvatel.

## Historie

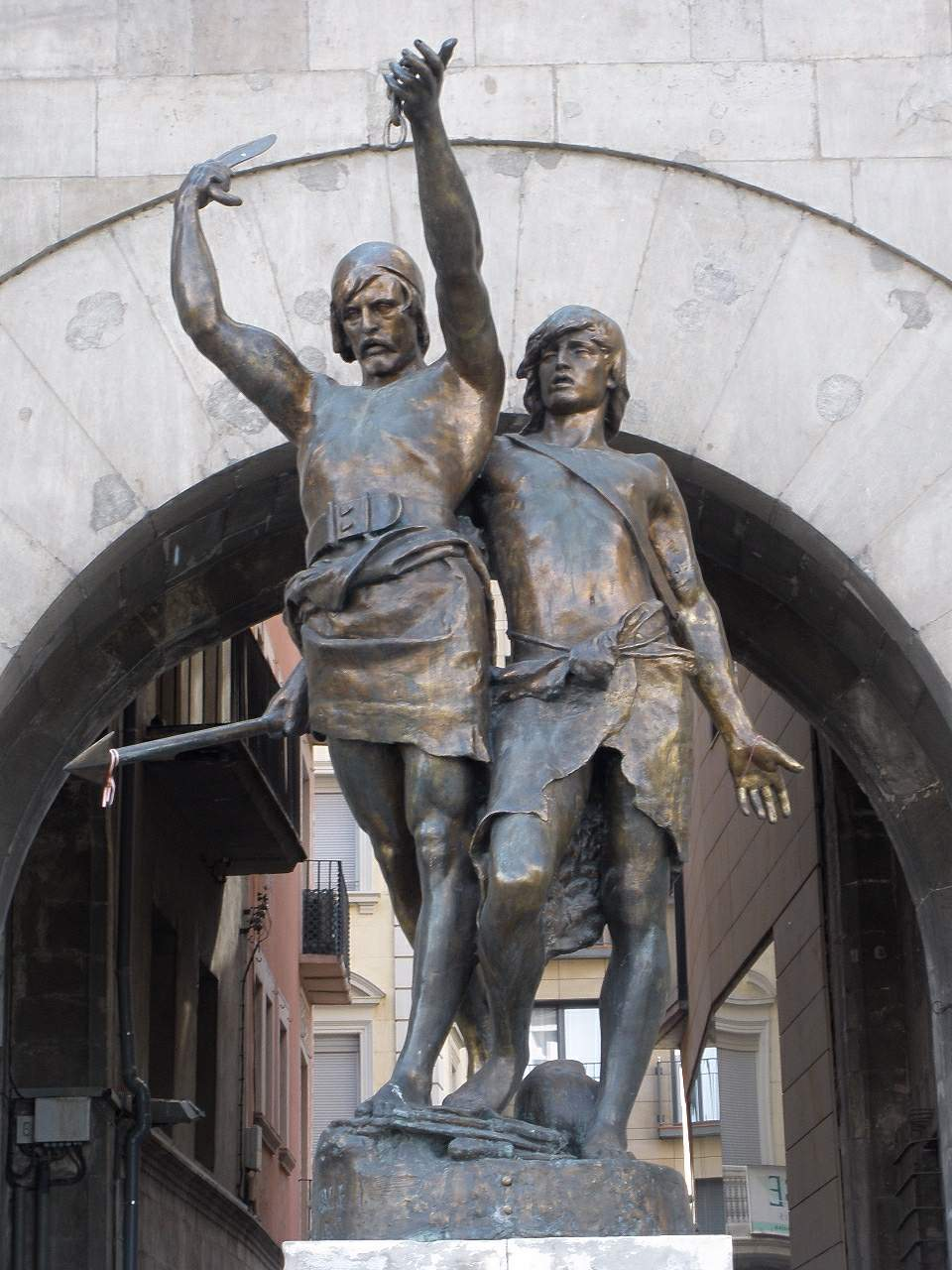
Pomník zakladatelů: krále Ilergetů Indibila a Mandoniho, krále Ausetanů (1883)

Lleida partří k nejstarším sídlům v Katalánsku. Byla osídlena již od doby bronzové. Až do dobytí Pyrenejského poloostrova Římany celou oblast ovládal iberský kmen Ilergetů. Jejich král Indíbil společeně s králem Mandonim kmene Ausetanů bránili oblast proti Kartagincům a Římanům. Ilerda se za vlády císaře Augusta stala hlavním městem provincie Hispania Tarragonica. 
Od 8. století město ovládali Maurové. Španělé pod vedením krále Ramóna Berengara IV. je znovu dobyli při reconquistě mezi léty 1149 a 1150. 
V roce 1300 král Jakub II. Aragonský založil v Lleidě univerzitu, která byla první univerzitou v Katalánsku a v Aragonské koruně, a třetí nejstarší v celém Španělsku po univerzitách v Palencii a v Salamance.
Během následujících staletí město utrpělo několika válkami, v 17. století je dobyli Španělé pod vedením Filipa da Silva. Další zásadní boje zde proběhly ve španělské občanské válce ve 30. letech 20. století. 
Od té doby město zažívá stálý urbanistický, obchodní a demografický růst.

## Doprava
Městem prochází dálnice A2 spojující Barcelonu a Zaragozu. S Madridem je Lleida spojena rychlovlakem nesoucím označení AVE. Trasu dlouhou zhruba 450 km překoná vlak za méně než 3 hodiny. V roce 2008 byla trasa vlaku prodloužena až do Barcelony. Další, klasické tratě spojují město se Zaragozou, Tarragonou, Manresou a s městečkem La Pobla de Segur, provozovaná společností FGC.
Letiště Lleida-Pirineus bylo otevřeno v roce 2010.

## Památky

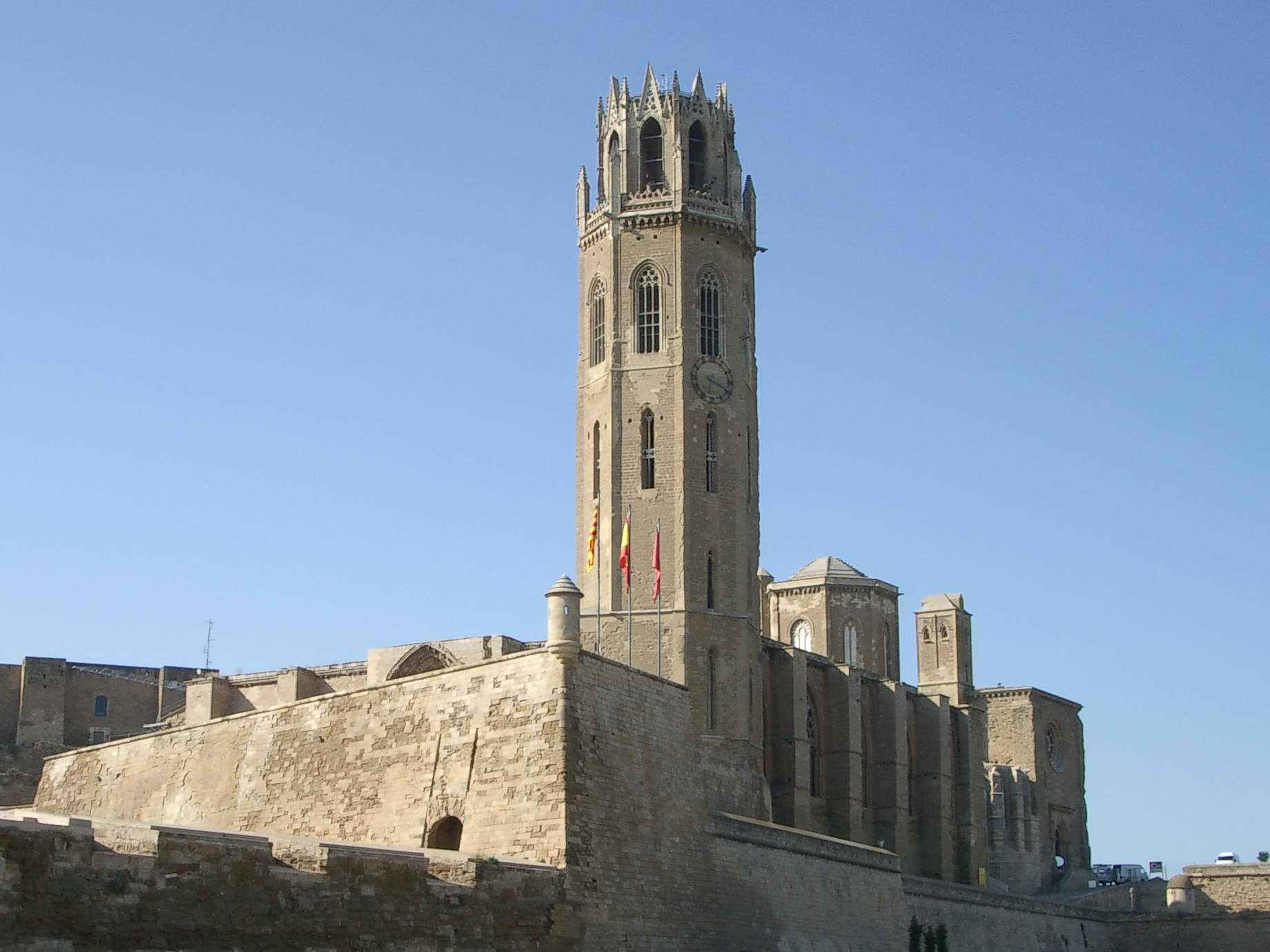
Katedrála

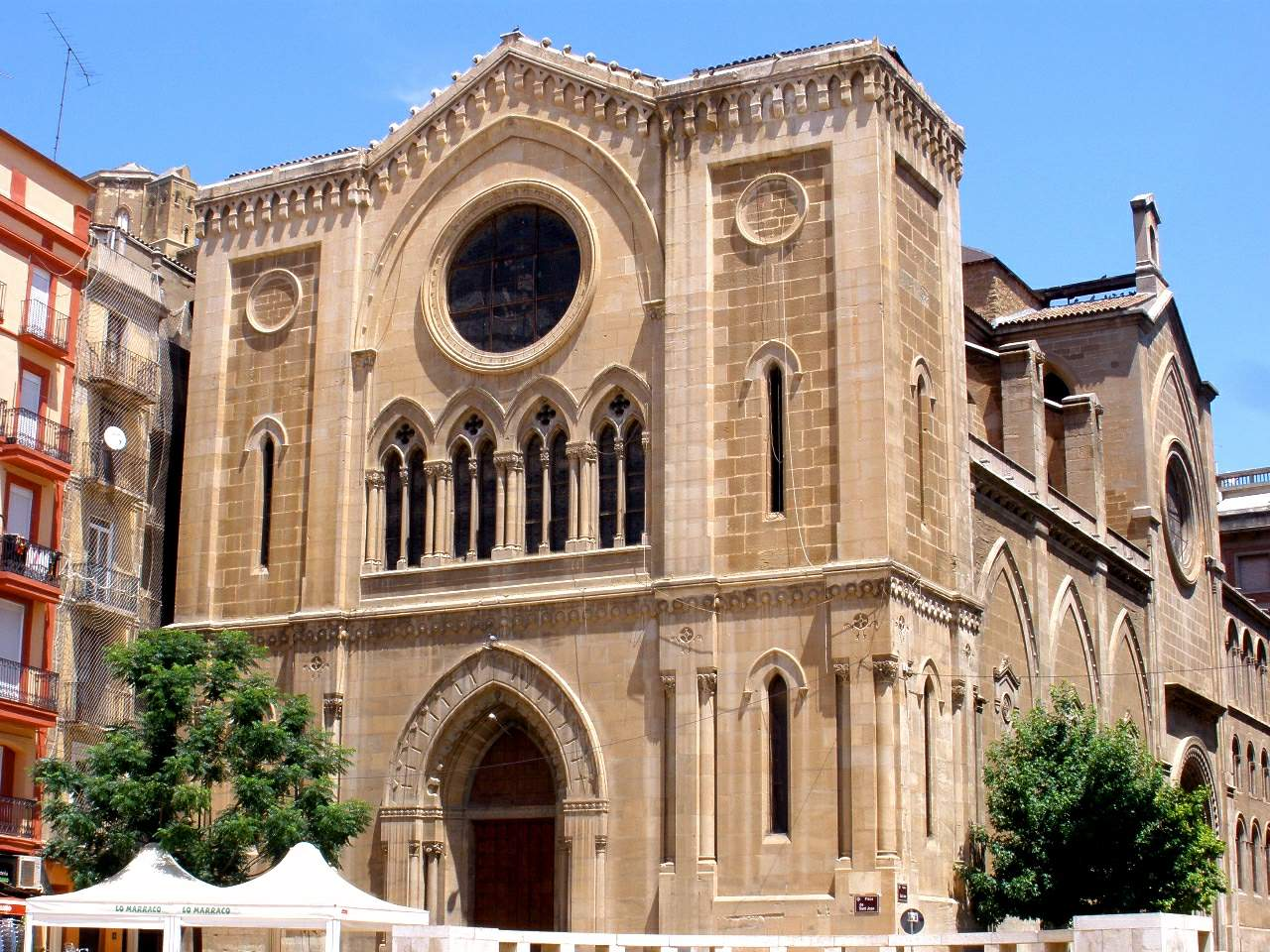
Kostel sv. Jana

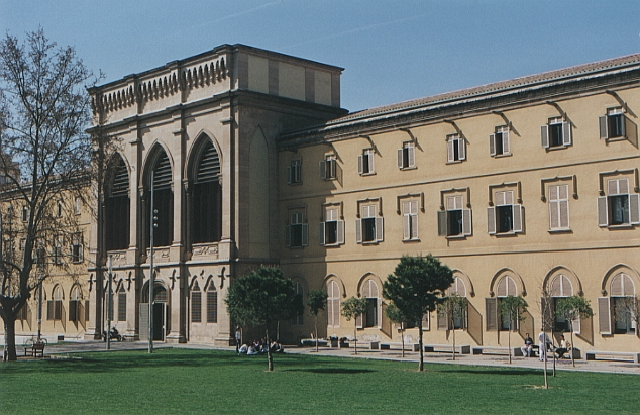
Univerzita Lleida

- Castell de Gardeny – pevnost založená Římany v roce 49 př. n. l. pro Julia Caesara, přestavěná ve 12. století, jako sídlo a špitál sv. Jana Jeruzalémského obývaná rytíři řádu templářů až do zrušení řádu v roce 1312; mj. dochována románská kaple konventu; od roku 1317 užívána jako palác Gardeny; dochované klenuté prostory a románské fresky. Dějiště války ženců (1641–1647) a války o dědictví aragonské (1700–1714), pro něž byly vybudovány bašty, příkopy a opěrné zdi proti dělostřeleckým zbraním. Jako vojenská pevnost je zachována dodnes.
- Kostel sv. Jana, založený ve 12. století, přestavěný v novogotickou baziliku v 19. století.
- Katedrála Panny Marie (La Seu Vella de Lleida), románsko-gotická bazilika, postavená v letech 1203–1286, dostavěná z ruin v 19. století; věž je jednou z dominant města.
- Kostel sv. Marka (Iglesia Santí Marcí), románská stavba ze 12. století
- Budova univerzity
- Castell della Suda – pevnost ze 14. století, přestavěná v 17. století
- Palau de la Paeria – vládní palác islámského původu; od roku 1149 obývaný prvními aragonskými králi, adaptovaný pro krále Jakuba I. Aragonského, v 19. století přestavěný v romantickém stylu; nyní slouží jako Národní muzeum katalánského umění
- Nádraží Pirirneus

## Partnerská města
- Ferrara, Itálie
- Foix, Francie
- Che-fej, Čína.
- Lérida, Kolumbie
- Monterey (Kalifornie), Spojené státy americké

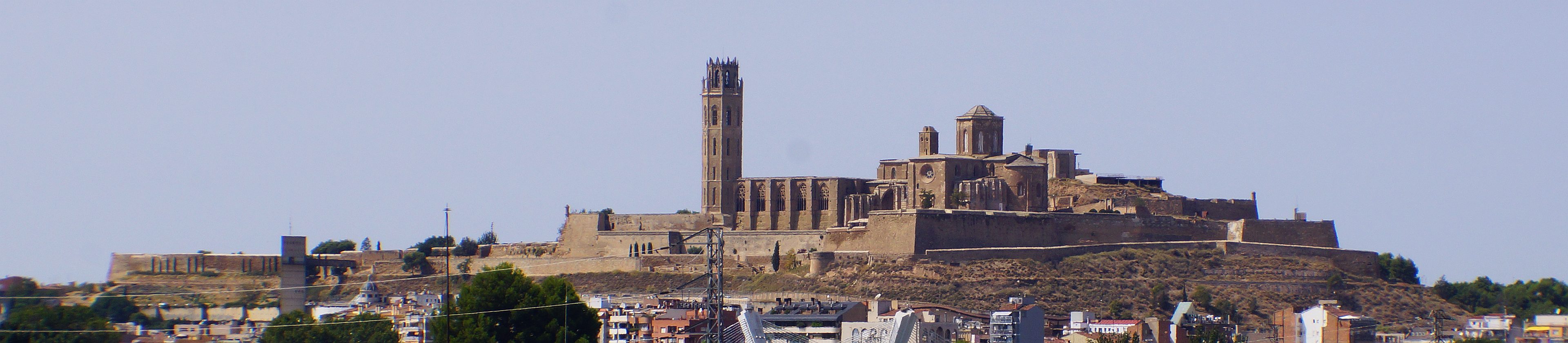
Panorama města

- Perpignan, Francie